# Gabi Dreo Rodosek
Gabi Dreo Rodosek (* 1965 als Gabrijela Dreo), auch Gabrijela Dreo-Rodošek, ist eine deutsche Informatikerin und Inhaberin des Lehrstuhls „Kommunikationssysteme und Netzsicherheit“ des Instituts für Technische Informatik der Universität der Bundeswehr München.

## Werdegang
Nach ihrem Abitur 1984 am naturwissenschaftlichen Gymnasium in Maribor studierte Dreo Rodosek bis zu ihrem Diplom 1988 Informatik an der Universität Maribor. Ihr anschließendes Aufbaustudium schloss sie 1991 mit einer Magisterarbeit über the OSI Management Information Model for Open Distributed Processing (ODP) bei Bogomir Horvat und Marko Jagodič mit Auszeichnung als Magister der technischen Wissenschaften ab. Im Juli 1995 wurde Dreo Rodosek mit einer mit „summa cum laude“ beurteilten Dissertation als mathematisch-technische Assistentin bei Heinz-Gerd Hegering zum Thema A Framework for Supporting Fault Diagnosis in Integrated Network and Systems Management: Methodologies for the Correlation of Trouble Tickets and Access to Problem-Solving Expertise an der Ludwig-Maximilians-Universität München zum Dr. rer. nat. in Informatik promoviert. Von 1995 bis 2004 forschte Dreo Rodosek als wissenschaftliche Mitarbeiterin am Leibniz-Rechenzentrum in der Abteilung Kommunikationsnetze. 2002 habilitierte sie an der LMU, anschließend übernahm sie von 2003 bis 2004 als Privatdozentin eine Vertretungsprofessur für Verteilte Systeme an der LMU. 2004 erhielt sie den Ruf an die Universität Stuttgart auf die C4-Professur für Informationsdienste mit Leitungsfunktion des Rechenzentrums der Universität Stuttgart (RUS) wie auch den Ruf an die Universität der Bundeswehr München auf die C4-Professur für Kommunikationssysteme und Internetdienste. Nachdem sie den Ruf an die UniBwM angenommen und den nach Stuttgart abgelehnt hatte, übernahm sie in Neubiberg als Universitätsprofessorin den Lehrstuhl für Kommunikationssysteme und Internet-Dienste.
Dreo Rodosek ist Direktorin des Forschungsinstituts CODE (Cyber Operations Defence). Seit 2019 koordiniert sie Condordia, ein europäisches Pilotprojekt, das Cybersecurity-Anstrengungen auf europäischer Ebene zusammenführen soll. Sie ist Mitglied des Beirats und des Aufsichtsrats von Giesecke & Devrient, Mitglied des Aufsichtsrats der BWI GmbH und Mitglied des Verwaltungsrates des Deutschen Forschungsnetzes. Ihre Forschung konzentriert sich auf die IT-Sicherheit vernetzter Systeme, Netztechnologien wie software-defined networking (SDN) und network function virtualization (NVF), Internet of Things (IoT) sowie Smart Data.

## Auszeichnungen
- 2016: Verleihung der Europamedaille durch Staatsministerin Beate Merk[6]

## Publikationen
Von 1991 bis 2017 wurden über 100 Zeitschriften-, Buch- und Konferenzbeiträge veröffentlicht, die von Dreo Rodosek im Rahmen ihrer wissenschaftlichen Tätigkeit verfasst wurden bzw. an denen sie wesentlich beteiligt war.
- Publikationen bei Academia.edu
- Publikationen indiziert im Digital Bibliography & Library Project (DBLP)
- Publikationen bei der akademischen Literatursuchmaschine Google Scholar
- Publikationen bei ResearchGate